# Michael Karr
Michael Karr (* 17. September 1953 in Saarbrücken; † 16. Oktober 2024 in Leipzig) war ein deutscher Journalist und Fernsehmoderator, der ab 1984 bei RTL arbeitete.

## Leben
Michael Karr studierte Romanistik und Anglistik. Anschließend absolvierte Karr er ein Volontariat bei der Saarbrücker Zeitung, in dessen Rahmen er den Förderpreis des Saarländischen Journalistenverbands (SJV) bekam.
1984 startete der TV-Sender RTL in Luxemburg, der von der Saarbrücker Zeitung produziert wurde, und Michael Karr begann noch als Volontär bei RTL-Regional 7 zu moderieren.
Von 1988 bis 1990 war er Redakteur und Moderator beim RTL-Frühstücksfernsehen in Luxemburg, ab Frühjahr 1990 bei RTL Köln in der Auslandsabteilung und berichtete als Korrespondent aus Rom. Er war einer der Wochenendmoderatoren sowie Urlaubsvertreter von Peter Kloeppel und Hans Meiser bei RTL aktuell. Von 1995 bis 2003 moderierte er das RTL Nachtjournal als Urlaubsvertretung von Heiner Bremer. Er gehörte im Juli 2005 zu den Moderatoren, die in deutschen Fernsehsendern über die Terroranschläge in London berichteten.
Michael Karr starb am 16. Oktober 2024 im Alter von 71 Jahren in Leipzig.